# Водоп'янов Сергій Анатолійович
Сергі́й Анато́лійович Водоп'я́нов — полковник Збройних сил України, начальник озброєння 18-го окремого вертолітного загону.
Учасник миротворчої місії у Конго в 2012 році.

## Нагороди
8 серпня 2014 року — за особисту мужність і героїзм, виявлені у захисті державного суверенітету та територіальної цілісності України, вірність військовій присязі під час російсько-української війни, відзначений — нагороджений орденом Богдана Хмельницького III ступеня. 9 квітня 2022 року;— за особисту мужність і самовіддані дії, виявлені у захисті державного суверенітету та територіальної цілісності України, вірність військовій присязі під час російсько-української війни, відзначений — нагороджений орденом За Мужність III ступеня.